# Lucius Nonius Asprenas (Suffektkonsul 6)
Lucius Nonius Asprenas (* um 30 v. Chr.; † nach 20 n. Chr.) war ein römischer Senator der augusteischen und tiberischen Zeit.

## Leben
Asprenas war der Sohn des Lucius Nonius Asprenas, der in einen berühmten Prozess verwickelt war, und der Quinctilia, einer Schwester des Publius Quinctilius Varus. Asprenas war verheiratet mit Calpurnia (geb. um 25 v. Chr.), der Tochter des Lucius Calpurnius Piso Pontifex. Aus dieser Ehe stammten Lucius, Suffektkonsul 29, Publius, Konsul 38, und Nonius Asprenas Calpurnius Torquatus.
Asprenas bekleidete im Jahr 6 n. Chr. das Amt des Suffektkonsuls. Als Legat seines Onkels Varus befehligte er ab dem Jahr 7 n. Chr. die Legionen I Germanica und V Alaudae in Germanien. Während Varus und sein Heer aus drei Legionen (Legio XVII, XVIII, XIX) im Jahr 9 von den Germanen unter der Führung des Cheruskers Arminius in der Varusschlacht vernichtend geschlagen wurde, gelang es Asprenas, mit einem Zweilegionenheer (Legio I und V) in das Winterlager am Niederrhein (Vetera beim heutigen Xanten) zu entkommen und die Rheinlinie für Rom zu sichern. Allerdings warf man ihm später vor, sich am Besitz der Gefallenen bereichert zu haben. Laut Cassius Dio eilte Asprenas nach der Varusniederlage den aus dem Kastell Aliso an der Lippe flüchtenden Legionären und Zivilisten vom Rhein her entgegen.
Archäologisch ist die Legio I am Fundort Kalkriese bei Bramsche/Osnabrück nachgewiesen: Die Ritzinschrift eines in der Kalkrieser-Niewedder-Senke gefundenen Mundblechs einer römischen Schwertscheide wurde als Besitzerkennung gedeutet und lässt auf die Anwesenheit der Legio I in Kalkriese schließen. Zusammen mit der durch Frank Berger aus den Münzfunden vorgenommenen Datierung des Fundplatzes in das Jahr 9 n. Chr. könnte dies auf eine Beteiligung des Asprenas, des damaligen Befehlshabers der Legio I, am Kampfgeschehen in der Kalkrieser-Niewedder-Senke deuten.
Von 12 bis 15 (oder von 13 bis 16) n. Chr. war Asprenas Prokonsul der Provinz Africa. Dort war er laut Tacitus in die Vorgänge um den Mord an Sempronius Gracchus im Jahre 14 n. Chr. verwickelt. Später war Asprenas als Vorsitzender der curatores locorum publicorum iudicandorum zuständig für die öffentliche Bautätigkeit in Rom. Im Jahr 20 ist er als Teilnehmer einer Senatssitzung belegt.
Asprenas gehörte dem Kollegium der Septemviri epulonum an.